# Grauves
Grauves ist eine französische Gemeinde mit 618 Einwohnern (Stand: 1. Januar 2022) im Département Marne in der Region Grand Est. Sie gehört zum Arrondissement Épernay und zum Kanton Épernay-2. Die Einwohner werden Grauviots genannt.

## Lage
Grauves liegt etwa 33 Kilometer südsüdwestlich von Reims. Umgeben wird Grauves von den Nachbargemeinden Cuis im Norden, Cramant im Nordosten, Avize im Osten, Blancs-Coteaux im Süden und Südosten, Moslins im Westen sowie Mancy im Nordwesten.

## Bevölkerungsentwicklung
| Jahr                       | 1962 | 1968 | 1975 | 1982 | 1990 | 1999 | 2006 | 2011 | 2018 |
| Einwohner                  | 429  | 462  | 490  | 514  | 587  | 639  | 659  | 679  | 619  |
| Quellen: Cassini und INSEE |      |      |      |      |      |      |      |      |      |

## Sehenswürdigkeiten
- Kirche Notre-Dame aus dem 12. Jahrhundert

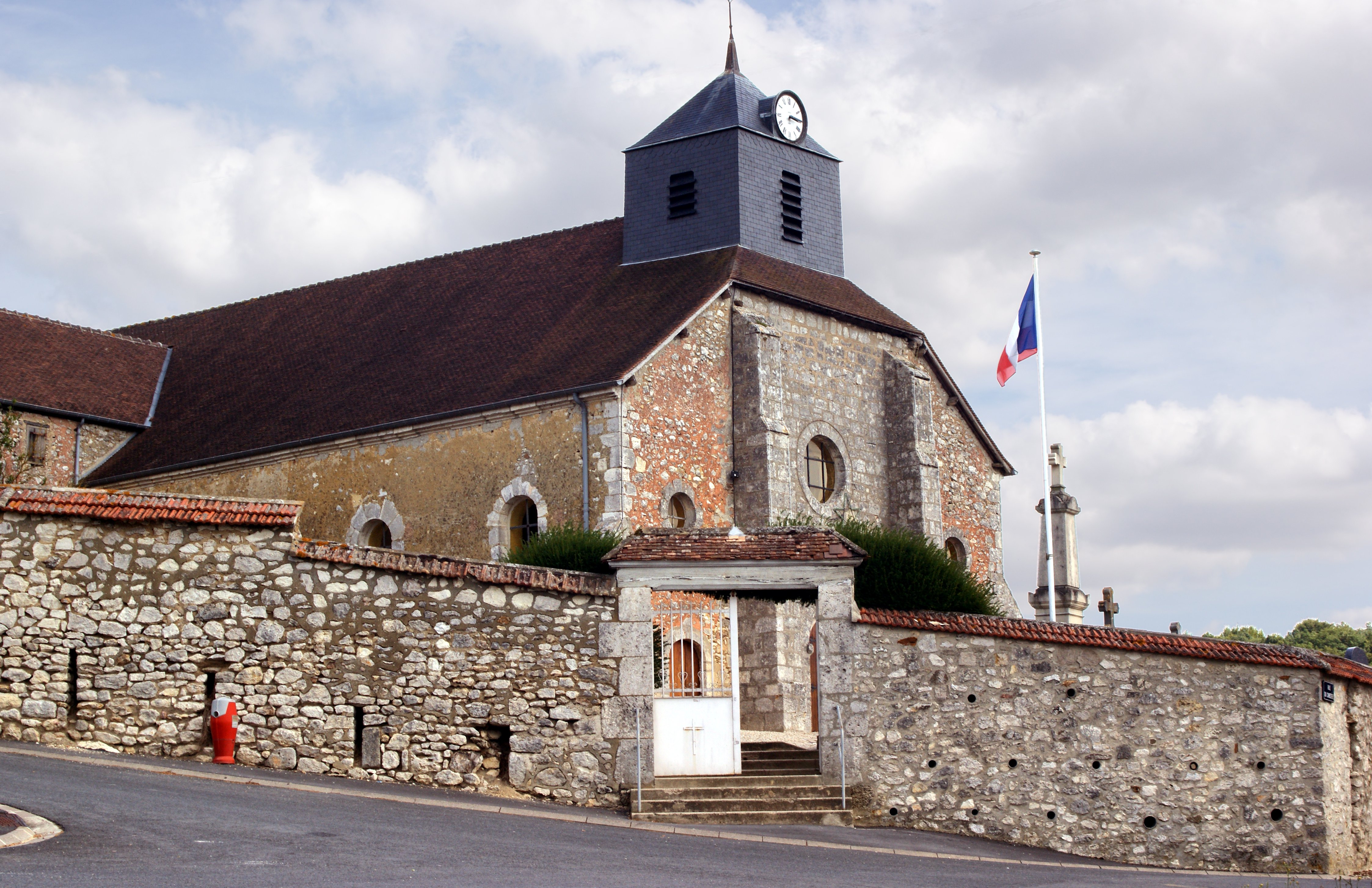
Kirche Notre-Dame